# Płoki (województwo zachodniopomorskie)
Płoki (niem. Wilhelmsburg) – kolonia w Polsce położona w województwie zachodniopomorskim, w powiecie choszczeńskim, w gminie Choszczno. W latach 1975–1998 miejscowość administracyjnie należała do województwa gorzowskiego. W roku 2007 kolonia liczyła 3 mieszkańców. Kolonia wchodzi w skład sołectwa Koplin.

## Geografia
Kolonia leży ok. 1,5 km na południe od Koplina.